# Cochliogonus subsericeus
Cochliogonus subsericeus är en mångfotingart som först beskrevs av Henri W. Brölemann 1902.  Cochliogonus subsericeus ingår i släktet Cochliogonus och familjen Spirostreptidae. Inga underarter finns listade i Catalogue of Life.